# Roma (Botoșani)
Roma é uma comuna romena localizada no distrito de Botoşani, na região de Moldávia . A comuna possui uma área de 44.89 km² e sua população era de 3355 habitantes segundo o censo de 2007.